# Cierra Burdick
Cierra Burdick, född 30 september 1993 i Charlotte, North Carolina är en amerikansk basketspelare som fokuserar på 3x3-spel.

## Karriär
Burdick har ingått i det amerikanska laget som vunnit VM-guld 2013 och 2023. Hon har även guld från de Panamerikanska spelen 2023. Vid OS 2024 tog hon brons med det amerikanska laget.